# Baba Shemimi
Baba Shemimi (znany także jako Kemaledin Shemimi Ibrahim; ur. ?, zm. 1831) – albański duchowny oraz poeta bektaszycki, ofiara zabójstwa. Był najbardziej znanym przywódcą bektaszyckim na terenie ówczesnej Albanii.
Jego postać została upamiętniona w utworze pod tytułem Vajtimi për Shemimi babanë e Fushë-Krujës autorstwa Zenela Bastariego.
Założył chanaki w Fushë-Krujë i w Elbasanie. Został pochowany w tej pierwszej chanace.